# ブラック会社に勤めてるんだが、もう俺は限界かもしれない
『ブラック会社に勤めてるんだが、もう俺は限界かもしれない』（ブラックがいしゃにつとめてるんだが、もうおれはげんかいかもしれない）は、2008年6月26日に新潮社から発売されたビジネス論の書籍。インターネットの電子掲示板である2ちゃんねるのニュース速報(VIP)板にて2007年11月から12月にかけての書き込みを基にした書籍で、書名は当該スレッドのタイトル名に由来する。著者の黒井勇人はペンネームで、書籍化の際に付けられた。

## あらすじ
主人公（のちにハンドルネームを「1」から「マ男」へと変える）はある時、3年前に入社した会社で、ある「限界」を感じ、2007年11月24日21時38分07秒44に、この書籍のもととなったスレッド「ブラック会社に勤めてるんだが、もう俺は限界かもしれない」を立てたのだった。主人公はそのスレッドで、その「限界」について伝えるため、入社からスレッドを立てるまでに会社で起きたことを書くことにする。
数年前、いじめにより高校中退で中卒、しかも10年近くのニート歴を持つ主人公は、母親の事故死を転機に就職を決意した。
そこで主人公は、中学時代の友人に基礎を教えてもらいながら基本情報技術者試験で国家資格を取る事にし、合格点ぎりぎりでの合格を果たし、その後数十社書類選考で落とされながら一つの企業に採用された。
しかしその会社はいわゆる「ブラック企業」で、入社当日から残業（勿論夜通しのサービス残業）が出るほどの過酷な仕事を言い渡された。周囲の人物と言えば無能な癖して部下達に仕事を押し付ける傲慢且つ独裁的な上司の「リーダー」に、リーダー同様仕事も出来無い上とんでもなく空気の読めずお調子者で且つ仕事そっちのけでガンダムシリーズに興じてばかりの能天気な「井出」、そして実力はあるが何もしゃべれずリーダーにいじめられ続ける気弱な「上原」。さらにはめちゃくちゃな納期を押し付けてくる取引先。当初からまともに会話ができるのは会社の「社長」と社内で一番仕事のできる「藤田」のみであった。
入社直後の苦境を乗り越えた主人公は社長の提案で入社2週間目にしてあるプロジェクトのリーダーに抜擢される。派遣社員の「中西」という女性も入って主人公はリーダーの辛さを思い知らされることに。そんな新入社員に対する軽い嫌がらせが続く中、藤田は常に主人公を支え続け、主人公も藤田を神のように尊敬していた。
その後主人公の受け持ったプロジェクトも成功し、入社1年も経たぬうちに何とか実力を認めてもらえることとなった。だが、プロジェクト終了からあまり時間の経たないうちに上原が精神科に入院してしまう。
さらに追い打ちをかけるように「中卒である」という主人公の学歴が社内でバレてしまい、リーダー達から罵声を浴びせられた。この「学歴事件」で彼は精神的ショックを受けて、退職を決意する。しかし、この学歴事件は、藤田が主人公を「辞めさせない」ための狙いでもあった。これを機に主人公は、自分とは両極端ながらも、どこか自分と似通った、藤田の壮絶な過去を知る。

## 書籍情報
- 黒井勇人「ブラック会社に勤めてるんだが、もう俺は限界かもしれない 」(新潮社、2008年6月) ISBN 978-4-10-471521-3
- 黒井勇人「ブラック会社に勤めてるんだが、もう俺は限界かもしれない 」(新潮社、2009年10月) ISBN 978-4-10-128671-6 (文庫版)
- 原作:黒井勇人 漫画:岸みきお「ブラック会社に勤めてるんだが、もう俺は限界かもしれない 」(竹書房 バンブーコミックス、2009年11月) ISBN 978-4-8124-7190-6（4-8124-7190-7）

## 映画版
原作を元に、元ニートの青年が劣悪な職場環境の中で自分なりの生き方を見出していく成長物語となっている。

### キャスト
- マ男（大根田真男）：小池徹平
- 中西さん（中西亜矢子）：マイコ
- リーダー（阿部道大）：品川祐
- 藤田さん（藤田巧己）：田辺誠一
- 上原さん（上原学）：中村靖日
- 木村（木村翔太）：田中圭
- 井出（井出哲也）：池田鉄洋
- 瀬古さん（瀬古さだ子）：千葉雅子 - 映画版オリジナル人物
- 柴田：須賀貴匡
- とーちゃん（大根田真次）：北見敏之
- かーちゃん（大根田佳子）：朝加真由美
- 社長（黒井策士）：森本レオ

### スタッフ
- 監督：佐藤祐市
- 脚本：いずみ吉紘
- 音楽：菅野祐悟
- 主題歌：TOKYO MOOD PUNKS「ストロベリー」（tearbridge records）
- 製作プロダクション：共同テレビジョン、アスミック・エース
- 製作会社：ブラック会社限界対策委員会（アスミック・エース、パルコ、アミューズソフトエンタテインメント、関西テレビ放送、共同テレビジョン、Yahoo! JAPAN）

### 関連商品
- 「ブラック会社に勤めてるんだが、もう俺は限界かもしれない」オリジナル･サウンドトラック JAN 4571217140507